# Flight Simulator 2004 : Un siècle d'aviation
Flight Simulator 2004 : Un siècle d'aviation est un jeu vidéo développé par les studios Microsoft Games, sorti en 2003 sur PC.

## Nouvelles fonctionnalités
- Météo changeante au cours d'une même mission (apparition/disparition de nuages, de pluie, jour/nuit...);
- Météo réelle mise à jour automatiquement depuis Internet
- Le cockpit interactif de tous les avions est présenté en 3D mais aussi en 2D ;
- Les décors et les objets sont améliorés ;
- Les cartes utilisent un affichage topographique ;
- Des leçons et cours au sol sont également disponibles ;
- Une grande interaction avec les contrôleurs aériens ;
- Prise en compte d'événements historiques dans les décors ;
- Possibilité de se retourner

## Avions et hélicoptères pilotables

### Appareils anciens
- Wright Flyer (1903)
- Curtiss JN-4 Jenny
- Vickers Vimy
- Spirit of St. Louis
- Ford Trimotor
- Vega 5B et 5C
- De Havilland Comet DH.88
- Douglas DC-3
- Piper Cub
- Robinson R22 Beta II (hélicoptère)

### Appareils contemporains
- Schweizer SGS 2-32
- Extra 300S
- Cessna 172
- Cessna 182S
- Cessna Caravan 208B
- Cessna Caravan 208 amphibie
- Mooney M20M Bravo
- Beechcraft Baron 58
- Beechcraft King Air 350
- Bell 206 JetRanger III
- Learjet 45
- Boeing 737-400
- Boeing 747-400
- Boeing 777-300

## Accueil
- Gamekult : 8/10[1]
- IGN : 9/10[2]
- Jeuxvideo.com : 18/20[3]
- PC Magazine : 5/5[4]